# USS Apogon (SS-308)
USS Apogon (SS-308), patřící do třídy Balao, byla ponorka amerického námořnictva. Zkonstruována by 9. prosince 1942, 10. března 1943 byla spuštěna na vodu a 16. července téhož roku byl jejím velením pověřen leutenant commander Walter Paul Schoeni. Zasáhla do bojů v Tichomoří za druhé světové války. Z provozu byla vyřazena 1. října 1945. Potopena byla u Bikini Atolu 25. července 1946 během operace Crossroads, která testovala použití podvodních jaderných zbraní.